# Jacques Deprat
Jacques Deprat (1880-1935) là một nhà địa chất, cổ sinh vật học và nhà văn người Pháp. Ông sinh ngày 31/06/1880 ở Fontenay-aux-Roses, và tử nạn ngày 7/3/1935 khi leo núi trượt tuyết ở Aiguiles d´Ansabère trong dãy Pyrénées.
Ông đã làm việc ở Sở Địa chất Đông Dương từ cỡ năm 1904 đến năm 1917. Những nghiên cứu của ông ở Đông Dương sau này đã là tư liệu tham khảo quan trọng trong quá trình lập Bản đồ địa chất Bắc Việt Nam tỷ lệ 1:500.000 hồi những năm 1960.
Năm 1917 Deprat được biết đến bởi một vụ giả mạo hóa thạch Trilobite ở Đông Dương, sự kiện dẫn đến việc ông bị khai trừ khỏi Hiệp hội Địa chất Pháp (SGF, Société géologique de France). Tuy nhiên sau này nghi ngờ gian lận giảm, ông dường như là nạn nhân của một âm mưu. Năm 1991 SGF quyết định chính thức phục hồi tư cách thành viên của ông.
Là một nhà văn, ông có bút danh là Herbert Wild.

## Hoạt động
Deprat là thành viên của Hiệp hội Địa chất Pháp vào năm 1899, ở tuổi 19, khi ông theo học trường địa chất tại Besançon và Paris. Sau đó ông theo học tại Sorbonne để chuẩn bị một luận án về địa chất của hòn đảo Evia dưới sự chỉ đạo của nhà địa chất học Alfred Lacroix từ Bảo tàng Lịch sử Tự nhiên Quốc gia Pháp. Ông lấy bằng tiến sĩ vào năm 1904, và sau đó đến làm việc ở Sở Địa chất Đông Dương (SGI, Service Geologique de l´Indochine) có trụ sở tại Hà Nội, nơi ông định cư cùng gia đình vào năm 1909. Ông đã phối hợp với kỹ sư mỏ Honoré Lantenois thực hiện nhiều nghiên cứu ở Bắc Việt Nam, Vân Nam và Lào.
Những phát hiện đã dẫn đến ông được nhận giải thưởng của Hiệp hội Địa chất Pháp năm 1914, và giải danh giá Tchihatchef của Viện Hàn lâm Khoa học Pháp, chia sẻ với nhà cổ sinh vật Henri Mansuy.
Năm 1917, Honoré Lantenois và đồng nghiệp Henri Mansuy nghi ngờ ông về bộ sưu tập hóa thạch là ngụy tạo và được sử dụng một cách "đáng kể" trong các ấn phẩm khoa học. Hóa thạch Trilobite Đông Dương tương tự như ở vùng Bohemia, điều mà thời đó coi là không thể có. Ông đã từ chối nộp thủ tục xác minh. Nó dẫn đến Toàn quyền Đông Dương ra lệnh treo việc do bất phục tùng. Một cuộc điều tra hành chính được tiến hành năm 1918, trong đó ông tố cáo đó là một âm mưu, và sau đó báo cáo viên (Habert) đề nghị sử dụng một ủy ban của các học giả Paris. Quyết định này được các bên chấp nhận. Ủy ban do nhà ngoại giao Emmanuel de Margerie lãnh đạo. Tuy nhiên thành phần của ủy ban bị ảnh hưởng bởi Lantenois và chỉ có một chuyên gia thực sự có chuyên môn, vì vậy mà các cuộc thảo luận kéo dài để được kiểm tra những cáo buộc, nhưng chẳng muốn đưa ra kết luận của mình. Khi chuyên gia nói trên bất ngờ qua đời, ủy ban đã nhanh chóng phán xét tiêu cực cho Deprat, và SGF khai trừ ông năm 1919.
Năm 1919 ông trở về Pháp và bắt đầu sự nghiệp văn chương. Năm 1926 tác phẩm đầu tiên "Les Chiens aboient" (Chó sủa) nói về thời kỳ làm địa chất của ông. Tác phẩm "Le Colosse endormi" (Người khổng lồ say ngủ) đoạt giải Grand Prix des Français d'Asie năm 1931.
Deprat là một vận động viên trượt tuyết và đam mê leo núi. Ông tử nạn ngày 7/3/1935 khi leo núi trượt tuyết ở Aiguiles d´Ansabère trong dãy Pyrénées trong một hoàn cảnh tương tự như mô tả trong tiểu thuyết của ông là "La Paroi de Glace" (Bức tường băng), được xuất bản năm 1936 sau khi ông chết.
Sau một hành trình dài "vụ việc Deprat" là chủ đề của cuốn hồi ký của cựu chủ tịch SGF là Michel Durand Delga. Dựa trên các tiến bộ về địa chất và kiến tạo của thế kỷ 20, nghi ngờ gian lận giảm và thiếu sự nhất quán, trong đó có sự kiện năm 1927 nhà cổ sinh Jacques Fromaget tìm thấy mẫu Trilobite tương tự ở Đông Dương. Ngày 10 tháng 6 năm 1991, Hiệp hội Địa chất Pháp quyết định chính thức phục hồi tư cách thành viên cho Jacques Deprat.
Năm 1999, nhà văn người Anh Roger Osborne viết tiểu thuyết "The Affair Deprat" (Vụ việc Deprat) được bán khá chạy.

## Nghiên cứu địa chất
- Étude géologique du Yun-Nan oriental; I: Géologie générale, « Mémoires du Service géologique de l'Indochine », Hanoï, vol. I, fasc. 1, 1912
- Étude géologique du Yunnan oriental; III: Étude des Fusulinidés de Chine et d'Indochine et classification des calcaires à Fusulines, « Mémoires du Service géologique de l'Indochine », Hanoï, vol. I, fasc. 3, 1912
- Sur la découverte de l'Ordovicien à Trinucleus et du Dinantien dans le Nord—Annam et sur la géologie générale de cette région, « C.R. Acad. Sci. », Paris, t. CLIV, 28 mai 1912
- Les fusulines des calcaires carbonifériens et permiens du Tonkin, du Laos et du Nord-Annam (Deuxième mémoire), « Mémoires du Service géologique de l'Indochine », Hanoï, vol. II, fasc. 1, 1913
- Étude comparative des fusulinidés d’Akasaka (Japon) et des fusulinidés de Chine et d’Indochine (Troisième mémoire), « Mémoires du Service géologique de l'Indochine », Hanoï, vol. III, fasc. 1, 1914
- Étude des plissements et des zones d'écrasement de la moyenne et basse Rivière-Noire, « Mémoires du Service géologique de l'Indochine », Hanoï, vol. III, fasc. 4, 1914
- Notes sur les terrains primaires dans le Nord-Annam et dans le bassin de la Rivière-Noire, « Mémoires du Service géologique de l'Indochine », Hanoï, vol. II, fasc. 2, 1914
- Les Fusulinidés des calcaires carbonifériens et permiens du Tonkin, du Laos et du Nord-Annam (Quatrième mémoire), « Mémoires du Service géologique de l'Indochine », Hanoï, vol. IV, fasc. 1, 1915
- Le Trias et le Lias sur les feuilles de Son-Tay et de Phu-Nho-Quan, « Bulletin du Service géologique de l'Indochine », Hanoï, vol. II, fasc. 2, 1915
- Études géologiques sur la région septentrionale du Haut-Tonkin: feuilles de Pa-Kha E., Ha-Giang, Ma-Li-Po, Yèn-Minh, « Mémoires du Service géologique de l'Indochine », Hanoï, vol. IV, fasc. 4, 1915
- Le Trias et le Lias sur les feuilles de Son-Tay et de Phu-Nho-Quan, « Bulletin du Service géologique de l'Indochine », Hanoï, vol. II, fasc. 2, 1915
- Les terrains paléozoïques dans le Haut—Tonkin et le Yunnan, « Mémoires du Service géologique de l'Indochine », Hanoï, vol. V, fasc. 3, 1916 (inédit)
- L’Ordovicien et le Gothlandien dans le Nord du Tonkin et le bassin du haut Iou-Kiang (Chine méridionale), « C.R. Acad. Sci. », Paris, t. CLXIV, 15 janvier 1917

## Văn chương
- Herbert Wild: Les Chiens aboient, Albin Michel 1926, Online Lưu trữ ngày 24 tháng 11 năm 2010 tại Wayback Machine
- Herbert Wild: Le Colosse endormi, Albin Michel, 1927, (bản tiếng Đức: Der schlummernde Riese, Th. Knaur, 1927).
- Herbert Wild: Dans les replis de dragon. Nouvelles d´asie, Albin Michel 1926, tái bản: Edition Kailash 1997.
- Herbert Wild: L´Autre Race, Albin Michel 1930, tái bản: Edition Kailash 1999.
- Herbert Wild: Le Conquérant, Editions du Chevalier, 1924.
- Herbert Wild: La Paroi de Glace, Editions de France, 1936.